# Adriatica Ionica Race
Adriatica Ionica Race je etapový cyklistický závod konaný v italských regionech Furlansko-Julské Benátsko a Benátsko. Závod se koná od roku 2018 a je součástí UCI Europe Tour na úrovni 1.1. Ředitelem závodu je bývalý profesionální cyklista Moreno Argentin.

## Seznam vítězů
| Rok  | Země                               | Jezdec                             | Tým                                |
| ---- | ---------------------------------- | ---------------------------------- | ---------------------------------- |
| 2018 | Kolumbie                           | Iván Sosa                          | Androni Giocattoli–Sidermec        |
| 2019 | Ukrajina                           | Mark Padun                         | Bahrain–Merida                     |
| 2020 | Nejelo se kvůli pandemii covidu-19 | Nejelo se kvůli pandemii covidu-19 | Nejelo se kvůli pandemii covidu-19 |
| 2021 | Itálie                             | Lorenzo Fortunato                  | Eolo–Kometa                        |
| 2022 | Itálie                             | Filippo Zana                       | Bardiani–CSF–Faizanè               |

## Vítězství dle zemí
| Vítězství | Země              |
| --------- | ----------------- |
| 2         | Itálie            |
| 1         | Kolumbie Ukrajina |